# Jeremy Wariner
Jeremy Wariner (født 31. januar 1984 i Irving, Texas) er en amerikansk atletikudøver. 
Han vandt guld på 400 meter under OL 2004 i Athen, og vandt året efter samme distance under verdensmesterskabet i Helsinki. Under VM 2007 i Osaka vandt han to guld, på 400 meter og 4 x 400 meter stafet.
Ved OL i Beijing 2008 vandt han sølv på 400 meter-distancen.

## OL-medaljer
- OL 2004  Athen – guld på 400 meter
- OL 2004  Athen – guld på 4 x 400 m stafet (USA)

## VM-medaljer
- VM 2005  Helsingfors – guld på 400 meter
- VM 2005  Helsingfors – guld på 4 x 400 m stafet (USA)
- VM 2007  Osaka – guld på 400 meter
- VM 2007  Osaka – guld på 4 x 400 m stafet (USA)